# Tersandros (syn Polinika)
Tersandros (Θέρσανδρος) – w mitologii greckiej władca Teb, syn Polinika i Argei.
Był jednym z przywódców wyprawy Epigonów przeciwko Tebom. Wręczył Eryfili peplos Harmonii, by skłoniła swojego syna Alkmeona do uczestnictwa w tym przedsięwzięciu. Po zdobyciu miasta i śmierci króla Laodamasa objął władzę w Tebach, zachęcając uciekinierów do powrotu. Poślubił Demonassę, córkę Amfiaraosa, z którą miał syna Tisamenosa.
Jego postać nie pojawia się u Homera, jednak według mitów związanych z cyklem trojańskim uczestniczył w wyprawie przeciwko Ilionowi. W drodze do Troi wylądował jednak omyłkowo na brzegach Myzji, gdzie poniósł śmierć z ręki Telefosa. Diomedes wyprawił mu uroczysty pogrzeb. Według późniejszej wersji mitu, przekazanej przez Wergiliusza, uczestniczył jednak w wojnie trojańskiej i był jednym z wojowników, którzy znaleźli się w koniu trojańskim.